# Barbara Kamińska (piłkarka ręczna)
Barbara Kamińska, primo voto Haładyn, secundo voto Królik (ur. 13 stycznia 1962 w Tarnowie, zm. 17 października 2022 w Obornikach Śląskich) – polska piłkarka ręczna, mistrzyni i reprezentantka Polski.

## Życiorys
Karierę piłkarską rozpoczęła w Pałacu Młodzieży Tarnów w 1975, od 1977 była zawodniczką Unii Tarnów, z którą w 1978 zdobyła mistrzostwo Polski juniorek. W latach 1977–1980 wystąpiła 41 razy w reprezentacji juniorskiej i młodzieżowej. W 1980 zdobyła srebrny medal Młodzieżowych Zawodów Przyjaźni.
W latach 1980–1990 reprezentowała barwy AZS-AWF Wrocław. Ze swoją drużyną zdobyła trzykrotnie mistrzostwo Polski (1984, 1989, 1990), dwukrotnie wicemistrzostwo Polski (1982, 1987) i dwukrotnie brązowy medal mistrzostw Polski (1981, 1983), a ponadto Puchar Polski w 1982 i 1989 (w sezonie 1987/1988 miała przerwę macierzyńską). Była jednym z najlepszych strzelców ligi. W 1989 została królową strzelców (235 bramek), trzykrotnie zajmowała w tej klasyfikacji drugie miejsce (1982 – 262 bramki, 1985 – 253 bramki, 1987 – 216 bramek). W 1985 ukończyła studia w Akademii Wychowania Fizycznego we Wrocławiu. W latach 1990–1993 występowała w niemieckiej drużynie TUS Neukirchen.
W reprezentacji Polski seniorek debiutowała 28 listopada 1981 w meczu mistrzostw świata grupy „B” ze Szwecją. Podczas tej imprezy zagrała we wszystkich sześciu meczach swojego zespołu, zdobywając 12 bramek (jej drużyna zajęła 6. miejsce). Wystąpiła także na mistrzostwach świata grupy „B” w 1983 (2. miejsce, w sześciu meczach zdobyła 34 bramki), 1985 (7. miejsce, w siedmiu meczach zdobyła 29 bramek) i 1989 (6. miejsce, w siedmiu meczach zdobyła 13 bramek). Ostatni raz w biało-czerwonych barwach wystąpiła 10 czerwca 1990 w towarzyskim spotkaniu z RFN. Łącznie w I reprezentacji Polski wystąpiła w 80 spotkaniach, zdobywając 366 bramek. W 1985 wystąpiła w reprezentacji świata przeciwko HypoBank Südstadt.
Po zakończeniu kariery sportowej pracowała jako nauczycielka wychowania fizycznego.
W plebiscycie na 10 najlepszych sportowców Tarnowa w 40-leciu PRL zajęła 8. miejsce. W 1996 została uhonorowana Srebrną Odznaką ZPRP.
Jej pierwszym mężem był piłkarz ręczny Tadeusz Haładyn (1961–1995), z którym miała córkę Martę, siatkarkę, medalistkę Uniwersjady. Jej drugim mężem został Andrzej Królik.

## Sukcesy
- Mistrzostwo Polski (1984, 1989, 1990)[5]
- Wicemistrzostwo Polski (1982, 1987)[5]
- Brązowy medal mistrzostw Polski (1981, 1983)[5]
- 2 Puchary Polski (1982, 1989)[5]